# Banca dello Zambia
La banca dello Zambia è la banca centrale dello stato africano dello Zambia.
La moneta ufficiale dello stato è il kwacha zambiano.